# Bourovec jetelový
Bourovec jetelový (Lasiocampa trifolii) je noční motýl z čeledi bourovcovitých, vyskytující se i na území České republiky.

## Rozšíření
Vyskytuje se v celé Evropě včetně Britských ostrovů, zasahuje až na jih Skandinávie.

Biotopem bourovce jetelového jsou otevřené pláně, stepi a lesostepi s písčitým podložím, sekundárně pak jetelová či vojtěšková pole a železniční náspy.

Patří k ustupujícím motýlům, v Červeném seznamu bezobratlých ČR (2017) je uveden jako druh ohrožený.

## Popis

Sbírkový exemplář
(samice z líce a rubu)

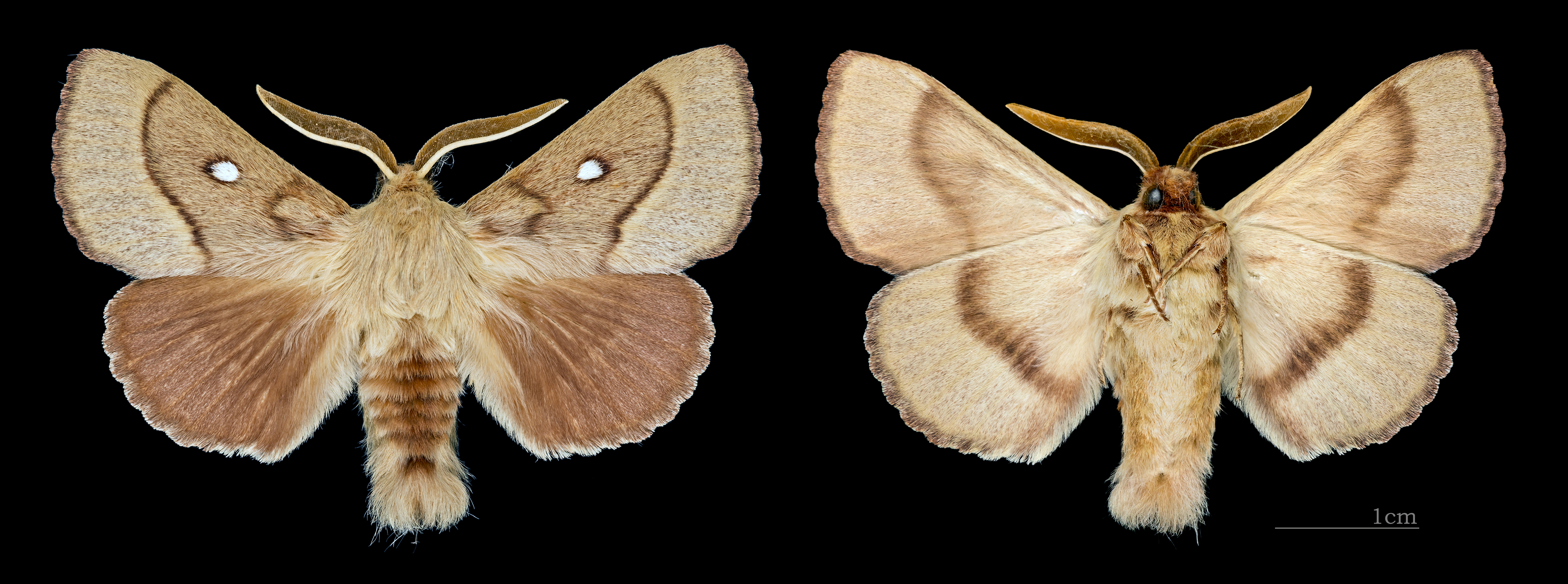
Sbírkový exemplář
(samec z líce a rubu, světlá forma)

Délka předního křídla je 20–27 mm, čímž se řadí mezi středně velké až větší bourovce. U druhu existuje významný pohlavní dimorfismus – samice jsou větší a zpravidla světlejší než samci, s méně kontrastní kresbou. Přední křídla samců jsou červenohnědá s jednou bílou, tmavohnědě ohraničenou skvrnou uprostřed plochy a vlnovitě prohnutou příčkou ve vnější třetině. Přední křídla samic jsou spíše světlejší, okrově hnědá, skvrna a příčka jsou méně výrazné. Spolehlivým znakem pro určení pohlaví jsou tykadla, která jsou u samic nitkovitá, u samců hřebenitá.

V ČR se vyskytuje také příbuzný druh, bourovec dubový, se kterým může vzhledem k vysoké barevné proměnlivosti obou druhů docházet k záměně. Spolehlivým určovacím znakem je drápek na holeni přední končetiny, který u bourovce dubového chybí.
Housenka je žlutohnědě chlupatá s černomodrými zářezy mezi články. Chlupy na bocích těla jsou světlejší než uprostřed hřbetu. Hlava je černooranžově mramorovaná s bílým klínem vpředu. Dorostlá housenka může měřit 7–8 cm.
Kukla je uložena v pevném, žlutavě hnědém zámotku.

## Bionomie
Ve středoevropských podmínkách vytváří jednu generaci. Motýli létají od poloviny července do začátku září na místech s výskytem živných rostlin. Samci vyletují už na sklonku dne a prudkým, křivolakým letem hledají samice, ukryté v trávě. Ty vyletují až později večer. Obě pohlaví lze také zastihnout u umělých zdrojů světla. Po spáření kladou samice vajíčka na zem.
Vajíčka zpravidla přezimují, pouze ve výjimečně teplých letech s dlouhým, slunným podzimem dochází k předčasnému líhnutí housenek, které pak přečkávají zimu a dokončují svůj vývoj na jaře.
Housenky lze na hostitelských rostlinách pozorovat během května a června. Jsou vysoce polyfágní – kromě jetele a vojtěšky mohou požírat i různé jiné bobovité rostliny nebo trávy, a dokonce i listí trnky. Kuklí se v hedvábném zámotku volně na povrchu země.
Motýli se z kukel líhnou zpravidla po pěti týdnech, může se ale stát, že kukla přeleží zimu a vylíhne se až v dalším roce.

## Galerie

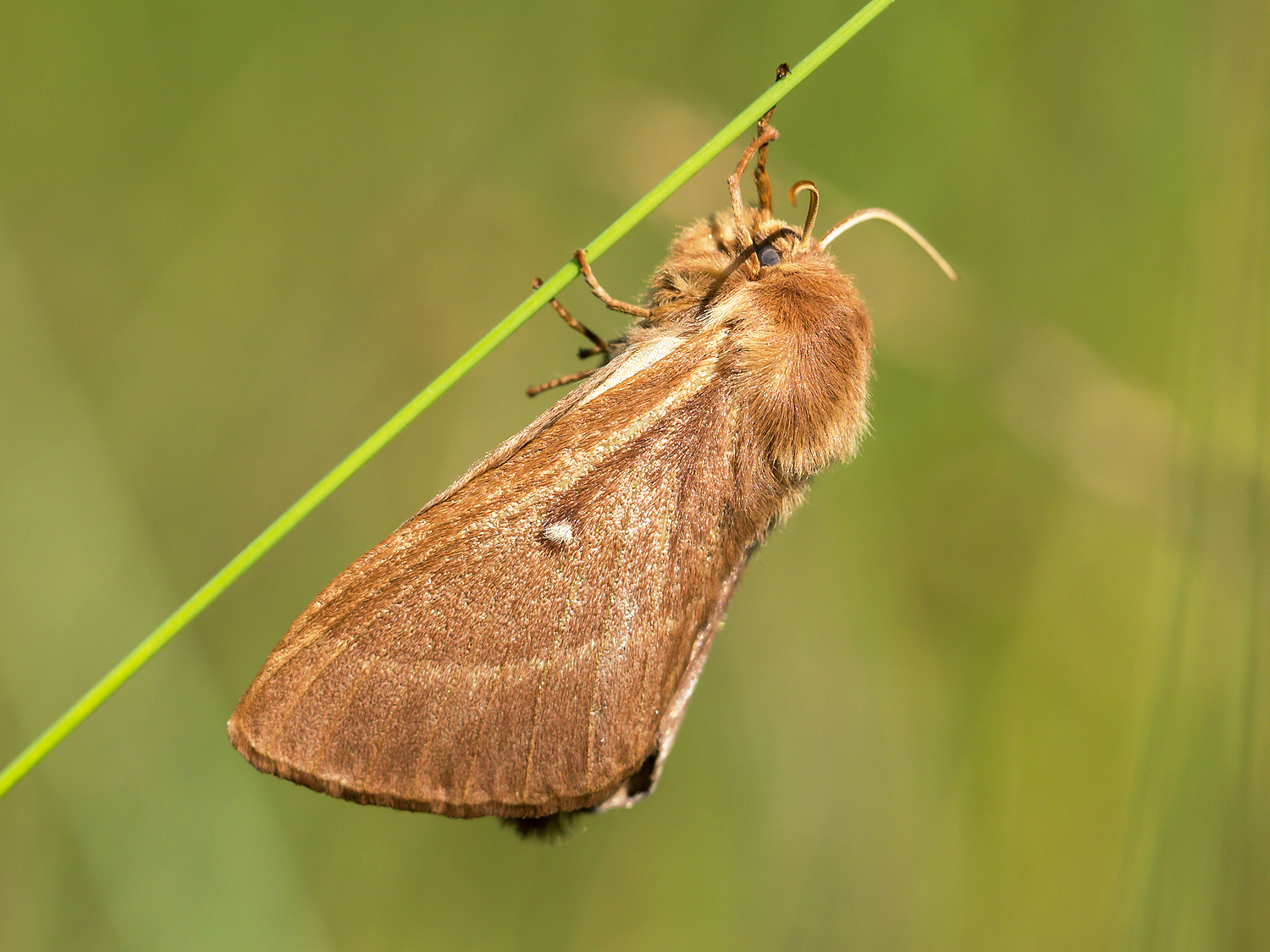
Odpočívající samice
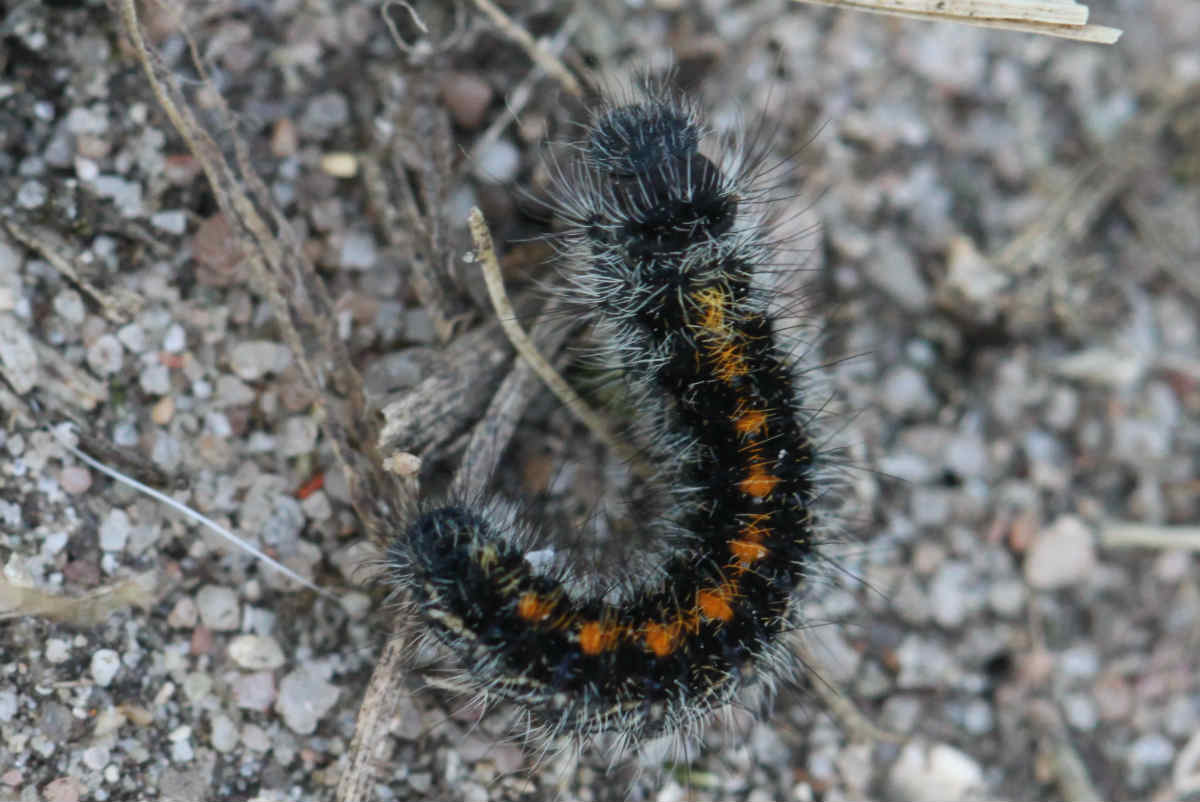
Mladá housenka
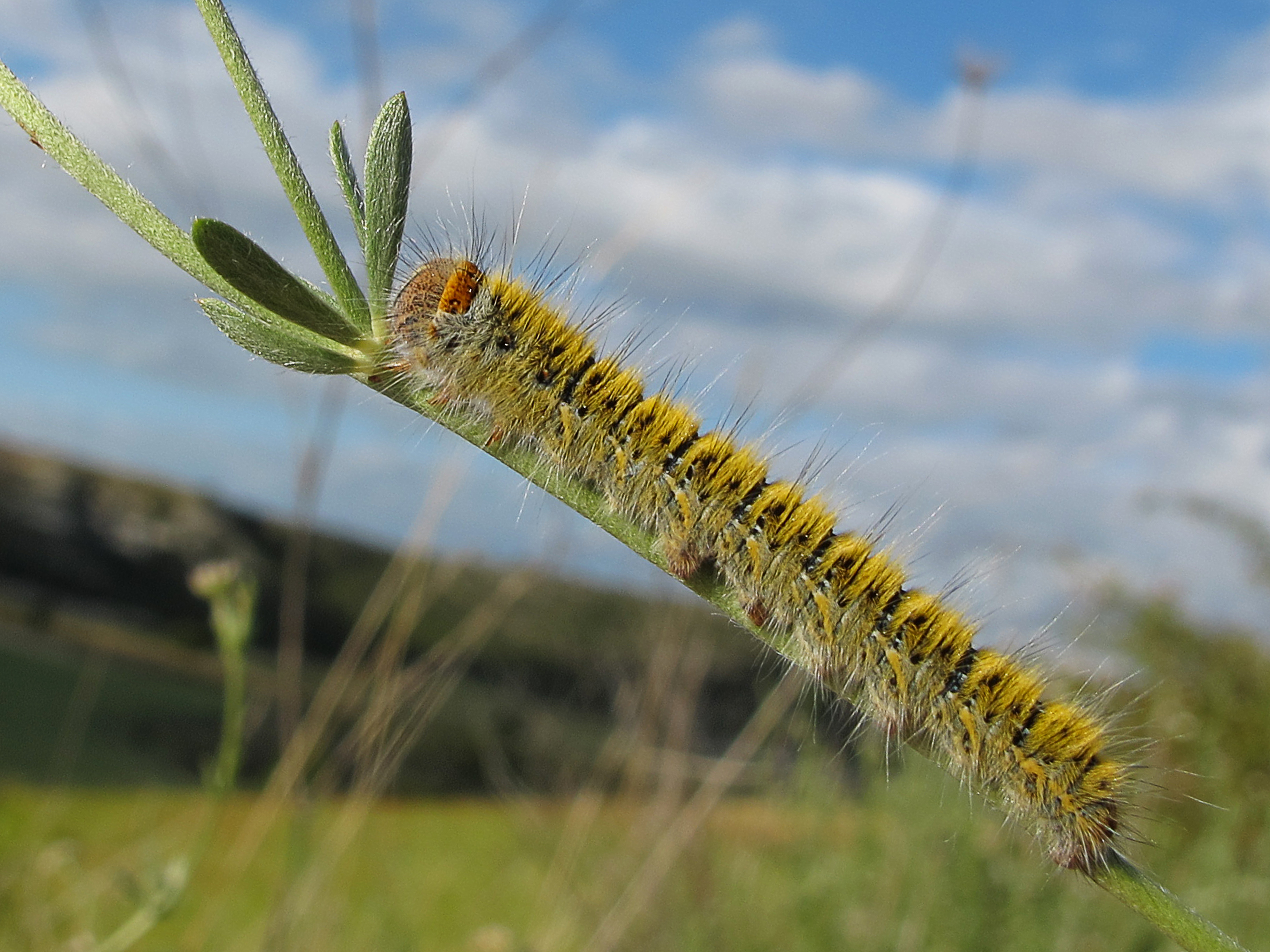
Dorostlá housenka
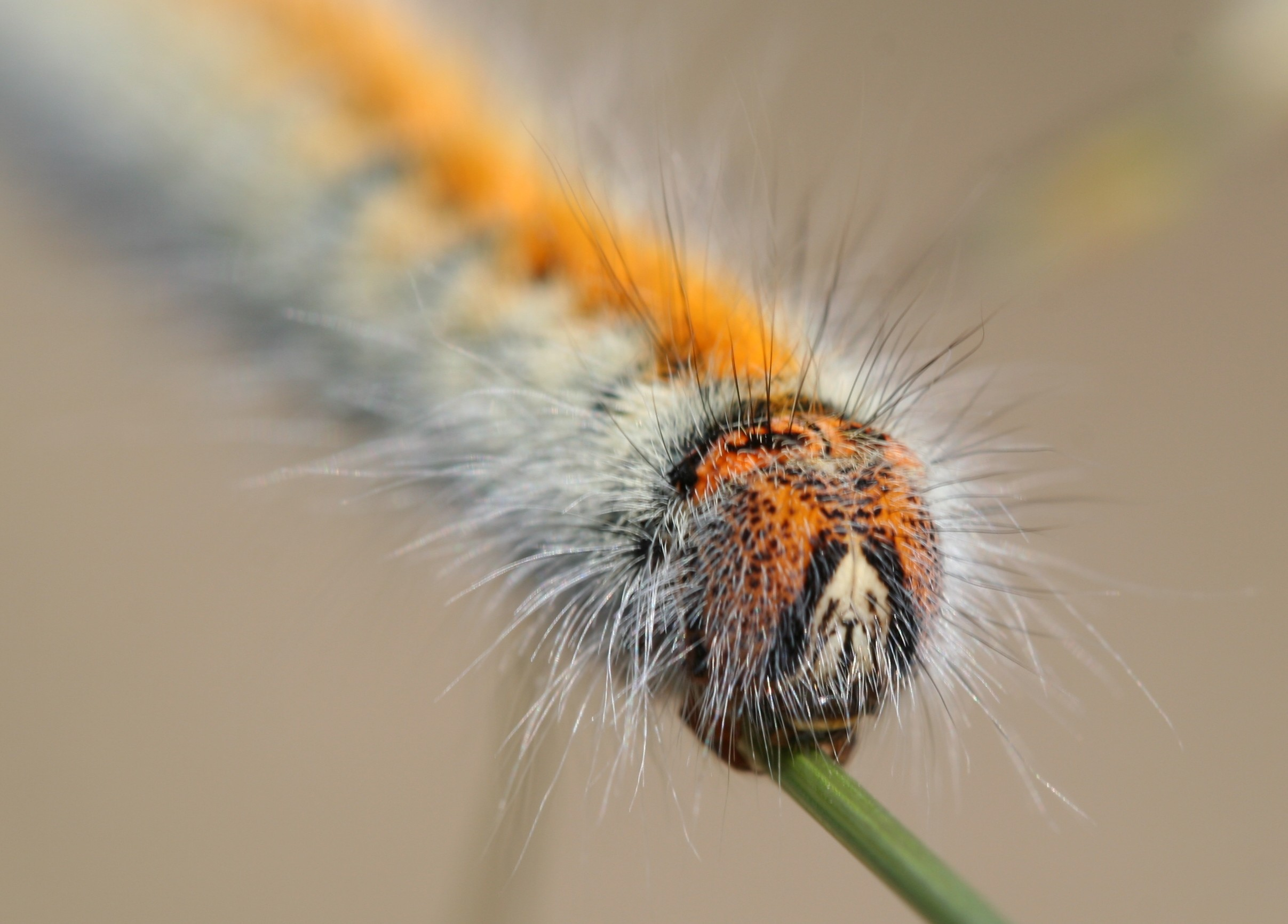
Detail hlavy housenky
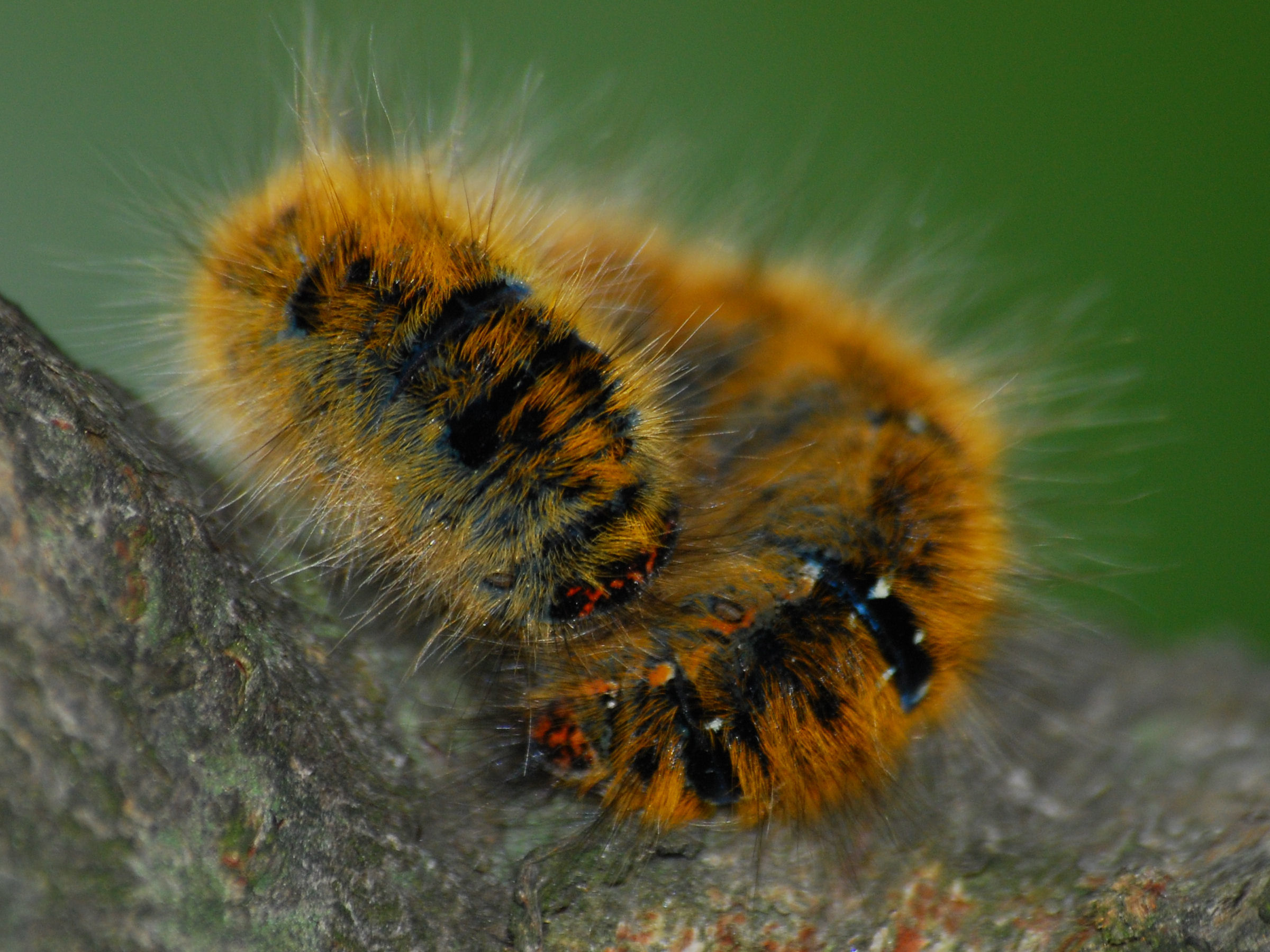
Housenka svinutá v obranném klubíčku